# Chlamydomonas pseudopertyi
Chlamydomonas pseudopertyi là một loài tảo trong họ Chlamydomonadaceae, thuộc chi Chlamydomonas.